# Бомбардировка Барселоны
Бомбардировка Барселоны — серия авиаударов под руководством фашистской Италии и нацистской Германии в поддержку возглавляемой Франко националистической повстанческой армии, которые произошли с 16 по 18 марта 1938 года во время гражданской войны в Испании. Погибли до 1300 человек, не менее 2000 получили ранения. Это событие считается первой в истории ковровой бомбардировкой с воздуха.

## Предыстория
В марте 1938 года националисты начали наступление в Арагоне после битвы при Теруэле. 15 марта французское правительство во главе с Леоном Блюмом решило вновь открыть границу с Испанией, и советские припасы начали поступать в Барселону. Фашистский итальянский диктатор Бенито Муссолини, не проинформировав заранее Франсиско Франко, решил провести массированные воздушные бомбардировки Барселоны, полагая, что это «ослабит боевой дух красных». Муссолини, как и итальянский генерал Джулио Дуэ, считал, что авиация может выиграть войну с помощью террора.

## Бомбардировка
С 16 по 18 марта 1938 года Барселону бомбили бомбардировщики итальянской Aviazione Legionaria, подразделения итальянских ВВС, участвовавшего в гражданской войне в Испании. Эти бомбардировщики летели с Мальорки с испанскими опознавательными знаками. Первый налёт был совершён в 22:00 16 марта немецкими истребителями Heinkel He 51. После этого было совершено семнадцать воздушных налётов итальянских бомбардировщиков Savoia-Marchetti SM.79 и Savoia-Marchetti SM.81 с трёхчасовым интервалом до 15:00 18 марта. В ночь на 18 марта сильно пострадали рабочие районы. Республиканские ВВС Испании (FARE) не отправляли истребители в Барселону до утра 17 марта.
У Барселоны было мало зенитной артиллерии и не было прикрытия с воздуха, что делало её практически беззащитной. Бомбардировщики бесшумно скользили над городом на большой высоте и перезапускали свои двигатели только после сброса бомб, а это означало, что тревога не могла быть поднята, а бомбардировщики не могли быть обнаружены до тех пор, пока бомбы не взорвались на цели. Итальянцы использовали бомбы замедленного действия, предназначенные для прохождения через крыши и последующего взрыва внутри здания, а также бомбы нового типа, которые взрывались с большой боковой силой, чтобы уничтожать предметы в пределах нескольких дюймов от земли. Повторяющаяся волна атак, проведённых итальянцами, сделала воздушную тревогу для города неактуальной, поскольку больше не было ясно, возвещают ли сирены начало или конец атаки.
Итальянские бомбардировщики сбросили 44 тонны бомб. Вместо того, чтобы нацеливаться на военные цели, итальянцы намеревались разрушить промышленные районы города и деморализовать республиканскую сторону, и это считается первой в истории ковровой бомбардировкой. Их заявленными целями были военные склады, оружейные заводы, эшелоны с солдатами и порт, но гражданские здания, кинотеатры, консульства и театры также пострадали или были разрушены во время бомбардировок.

## Последствия
Атака была осуждена западными демократиями всего мира. Госсекретарь США Корделл Халл сказал: «Никакая теория войны не может оправдать такое поведение… Я чувствую, что говорю от имени всего американского народа!» Франко изначально не был проинформирован о нападениях и был недоволен; 19 марта он попросил приостановить взрывы, опасаясь «осложнений за границей». Муссолини же был очень доволен бомбардировками. Министр иностранных дел Италии и зять Муссолини Галеаццо Чиано сказал, что: «Его порадовало то, что итальянцы сумели вызвать ужас, своей агрессией, а не благодушием со своими мандолинами. Это повысит нашу опору в Германии, где любят тотальную и безжалостную войну».
Позже в том же году британский журналист Джон Лэнгдон-Дэвис, присутствовавший в то время в Барселоне, опубликовал отчёт об атаке. Он сообщил, что бомбардировщики скользили на большой высоте, чтобы их не обнаружили акустические детекторы самолётов, и перезапускали свои двигатели только после сброса бомбовых нагрузок, что он назвал методом «бесшумного подхода». В результате этого самолёты не были обнаружены, и тревога не звучала до тех пор, пока их бомбы не взорвались на цели. Наряду с разницей во времени между отдельными атаками это оказывало деморализующее воздействие на гражданское население, которое испытывало длительное беспокойство, совершенно несоизмеримое с количеством бомб, сброшенных за длительный период времени. В сочетании с тем фактом, что в выборе целей в городе не было заметной военной ценности, а также в прекращении атак без видимой причины, Лэнгдон-Дэвис определил, что рейды представляли собой преднамеренный эксперимент по использованию такой тактики при подготовке к их применению в любом последующем конфликте немцев и итальянцев против Соединённого Королевства.

## В литературе
- Карлос Руис Сафон начинает свой роман «Лабиринт духов[англ.]» с рассказа о бомбардировке Барселоны в марте 1938 года.